# Tuttlingen
Tuttlingen este un oraș în districtul rural Tuttlingen, landul Baden-Württemberg, Germania. Este reședința districtului.